# MPU-401

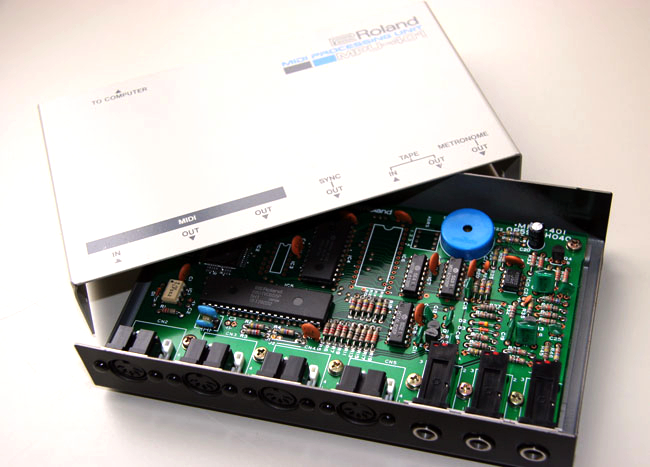
Roland MPU-401 (tampa removida)

A MPU-401, onde MPU significa Unidade MIDI de Processamento, era uma interface importante, que com o tempo se tornou obsoleta, para a conexão MIDI - hardware de música eletrônica para computadores pessoais. Ela foi projetada pela Roland Corporation, que também é co-autora do padrão MIDI.